# SVG-edit
SVG-edit —  онлайновый векторный графический редактор. Его можно использовать как веб-приложение (в любом браузере), или в виде онлайнового сервиса. Используется для создания и редактирования файлов в формате SVG и некоторых других форматов. Программа написана на JavaScript.

## Компоненты
SVG-edit состоит из двух основных компонентов svg-editor.js и svgcanvas.js. Эти компоненты работают во взаимодействии друг с другом.
SVG-edit работает в любом современном браузере, начиная даже с самых первых выпусков интернет обозревателей:
- Firefox 1.5+
- Opera 9.50+
- Safari 4+
- Chrome 1+
- Internet Explorer

## История
Первый выпуск состоялся 6 февраля 2009 года.
3 июня 2009 года Павел Руснак представил версию 2.0.
Последняя версия, 7.2.0, вышла 14 августа 2022 года.